# 1593
1593 (MDXCIII) byl rok, který dle gregoriánského kalendáře započal pátkem.

## Události
- Bitva u Sisaku

### Probíhající události
- 1562–1598 – Hugenotské války
- 1568–1648 – Osmdesátiletá válka
- 1568–1648 – Nizozemská revoluce
- 1585–1604 – Anglo-španělská válka
- 1589–1594 – Obléhání Paříže
- 1590–1600 – Povstání Jang Jing-lunga
- 1592–1598 – Imdžinská válka
- 1593–1606 – Dlouhá turecká válka

## Narození
- 13. března – Georges de La Tour, francouzský barokní malíř († 30. ledna 1652)
- 25. března – Svatý Jean de Brébeuf, jezuitský misionář v Kanadě († 16. března 1649)
- 3. dubna – George Herbert, velšský básník († 1. března 1633)
- 13. dubna – Thomas Wentworth, 1. hrabě ze Staffordu, anglický šlechtic, státník a politik († 12. května 1641)
- 19. května – Jacob Jordaens, vlámský barokní malíř († 18. října 1678)
- 8. července – Artemisia Gentileschiová, italská barokní malířka († 1653)
- 22. září – Matthäus Merian, švýcarský rytec a nakladatel († 19. června 1650)
- 9. října – Nicolaes Tulp, holandský lékař, učenec a starosta Amsterodamu († 12. září 1674)
- 16. listopadu – Paul Felgenhauer, německý teolog narozený v Čechách († po 1677)
- 25. listopadu – Alain de Solminihac, francouzský římskokatolický kněz, biskup, blahoslavený († 31. prosince 1659)
- 24. prosince – Adam Christian Agricola, evangelický kazatel († 29. května 1645)
- ? – Jan van de Velde mladší, holandský malíř († 1. listopadu 1641)
- ? – Hidejori Tojotomi, syn generála, který poprvé sjednotil celé Japonsko († 5. června 1615)
- ? – Matěj Stryjkowský, polský historik, spisovatel a básník (* 1547)

## Úmrtí
Česko
- 2. září – Maxmilián z Pernštejna, olomoucký kanovník (* 1575)
- 25. září – Jan Městecký Adelf, kazatel Jednoty bratrské (* 1520)
- ? – Antonio Gabri, italský stavitel působící na Moravě (* 1550)

Svět
- 13. ledna – Symon Budny, teolog (* asi 1530)
- 30. května – Christopher Marlowe, anglický dramatik (* 26. února 1564)
- 11. července – Giuseppe Arcimboldo, italský malíř (* 1526 nebo 1527)
- ? – Li Š'-čen, čínský lékař, farmakolog a přírodovědec (* 3. června 1518)
- ? – Sü Wej, čínský kaligraf, malíř, dramatik a básník (* 1521)
- ? – Liang Čchen-jü, čínský dramatik v žánru kchun-čchü (* 1519)

## Hlavy států
- České království – Rudolf II.
- Svatá říše římská – Rudolf II.
- Papež – Klement VIII.
- Anglické království – Alžběta I.
- Francouzské království – Jindřich IV.
- Polské království – Zikmund III. Vasa
- Uherské království – Rudolf II.
- Osmanská říše – Murad III.
- Perská říše – Abbás I. Veliký